# Arizona Charlie’s Boulder
Arizona Charlie’s Boulder Hotel & Casino – hotel i kasyno, położony przy Boulder Strip w Paradise, w stanie Nevada. Stanowi własność korporacji American Casino & Entertainment Properties.

## Historia
Arizona Charlie’s Boulder (oraz siostrzany Arizona Charlie’s Decatur) powstał z inicjatywy rodziny Beckerów, inwestorów znanych z działalności na terenie Las Vegas. W styczniu 2000 roku American Casino & Entertainment Properties wykupiła za 43,3 miliony dolarów obiekt Sunrise Suites przy autostradzie Boulder Highway i nadała mu nazwę Arizona Charlie’s Boulder.
W listopadzie 1997 roku inwestor Carl Icahn nabył większość kredytów hipotecznych Arizona Charlie’s Boulder, stając się głównym wierzycielem obiektu. Icahn próbował przejąć całkowitą kontrolę nad hotelem w drodze procesów o jego bankructwo. W 1998 Bruce Becker nie był w stanie spłacić 92 milionów dolarów pożyczki, którą zaciągnął u United Healthcare. W konsekwencji, nowym właścicielem Arizona Charlie’s Boulder został Carl Icahn i American Casino & Entertainment Properties (ACEP).